# Жидков переулок
Жидко́в переу́лок — улица на востоке Москвы в районе Преображенское, является фактически внутриквартальным проездом.

## История

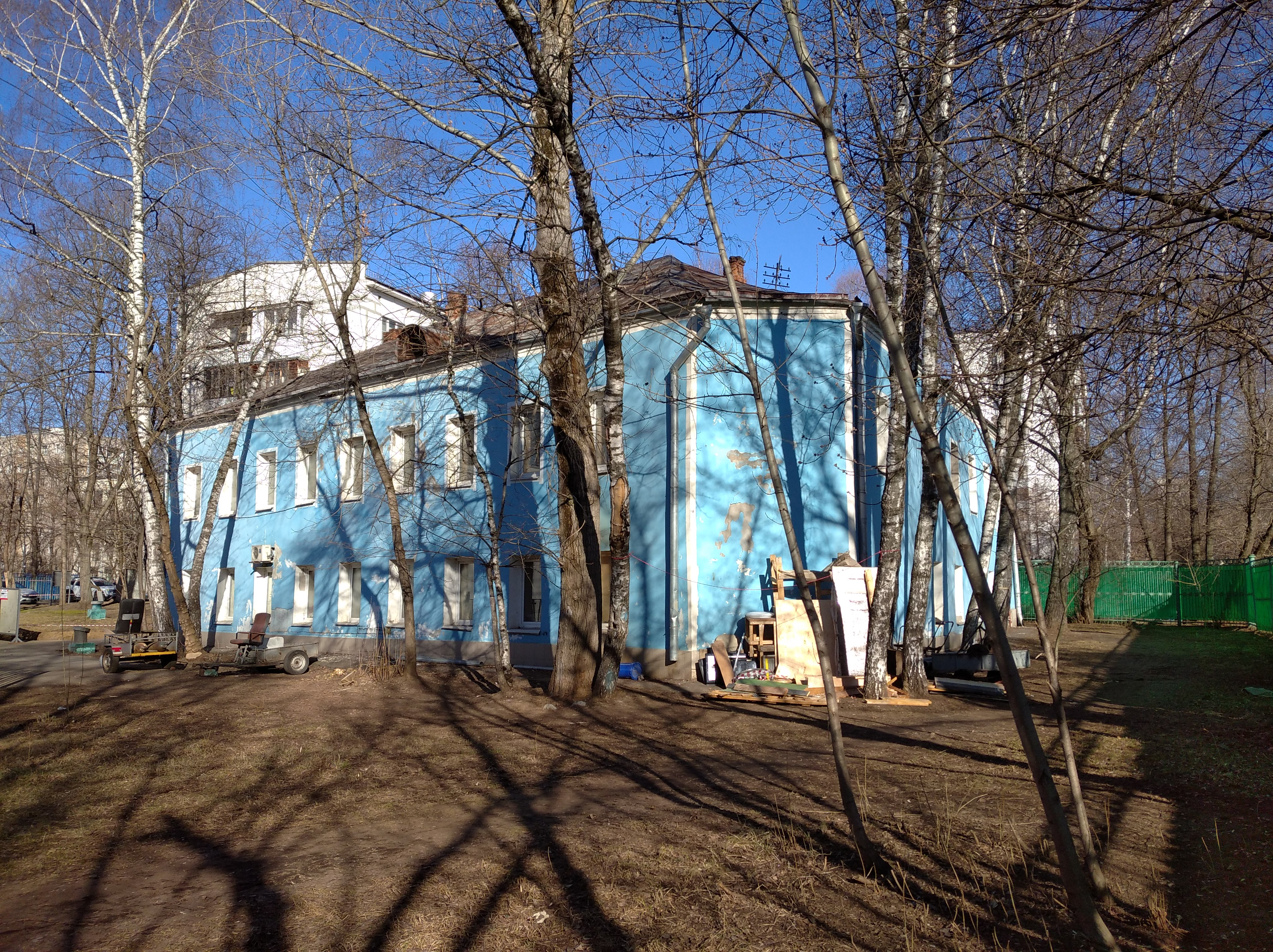
2-я Пугачёвская улица, дом 12Б.
Единственный сохранившийся дом от дореволюционной застройки

По сведениям Я. З. Рачинского, переулок был назван в начале XX века по домовладельцу Никите Петровичу Житкову. Со временем в названии «т» перешло в «д». Однако на картах переулок начинают обозначать лишь в конце 1920-х годов, что ставит данную версию под сомнение. Изначально переулок шёл от 7-й Черкизовской улицы до Хапиловского пруда. В справочнике 1964 года указана более короткая трасса переулка — от 7-й до 12-й Черкизовской улицы. В 1970-х годах, в ходе застройки района, переулок был фактически упразднён. Тем не менее, на некоторых постсоветских картах Жидковым переулком обозначается внутриквартальный проезд между Большой Черкизовской и 2-й Пугачевской улицами, находящийся вдалеке от первоначальной трассы переулка (у домов 14к1 и 16/2 по Большой Черкизовской улице). Этой версии придерживаются авторы издания «Имена московских улиц» 2003 года и М. И. Вострышев. На карте с официального портала города Москвы Жидковым переулком назван внутриквартальный проезд вдоль северной стороны дома 12к1 по 2-й Пугачёвской улице, расположенный вблизи от первоначальной трассы переулка.
Единственный сохранившийся дом № 19/28 — двухэтажный, постройки конца XIX века. Первоначально располагался на углу с ныне упразднённым Кудиновским переулком. Сейчас здесь находится диспетчерская РЭУ-2 района «Преображенское». Новый адрес данного строения — 2-я Пугачёвская ул., 12б.